# Rapsfjäril
Rapsfjäril (Pieris napi) är en av de allmänt förekommande dagfjärilarna i Norden. Den trivs i de flesta levnadsmiljöer och uppträder i två generationer per säsong i den största delen av landet och kan förekomma i tre generationer i södra delarna av Sverige. Värdväxt är korsblommiga växter som till exempel löktrav och ängsbräsma.

## Kännetecken
En relativt liten fjäril, med ett vingspann på 35 till 45 millimeter. Vingarna är på översidan mestadels vita, med inslag av grått eller svart; undersidan är gulaktig med grön pudring utmed vingribborna. Den gula färgen och pudringen på undersidan av bakvingen är svagare i den andra generationen.  Framvingen slutar i en mörk fläck framåt. Rapsfjärilen liknar släktingarna kålfjäril och rovfjäril, men hos dessa arter är pudringen på undersidan av vingarna inte koncentrerad kring vingribborna.

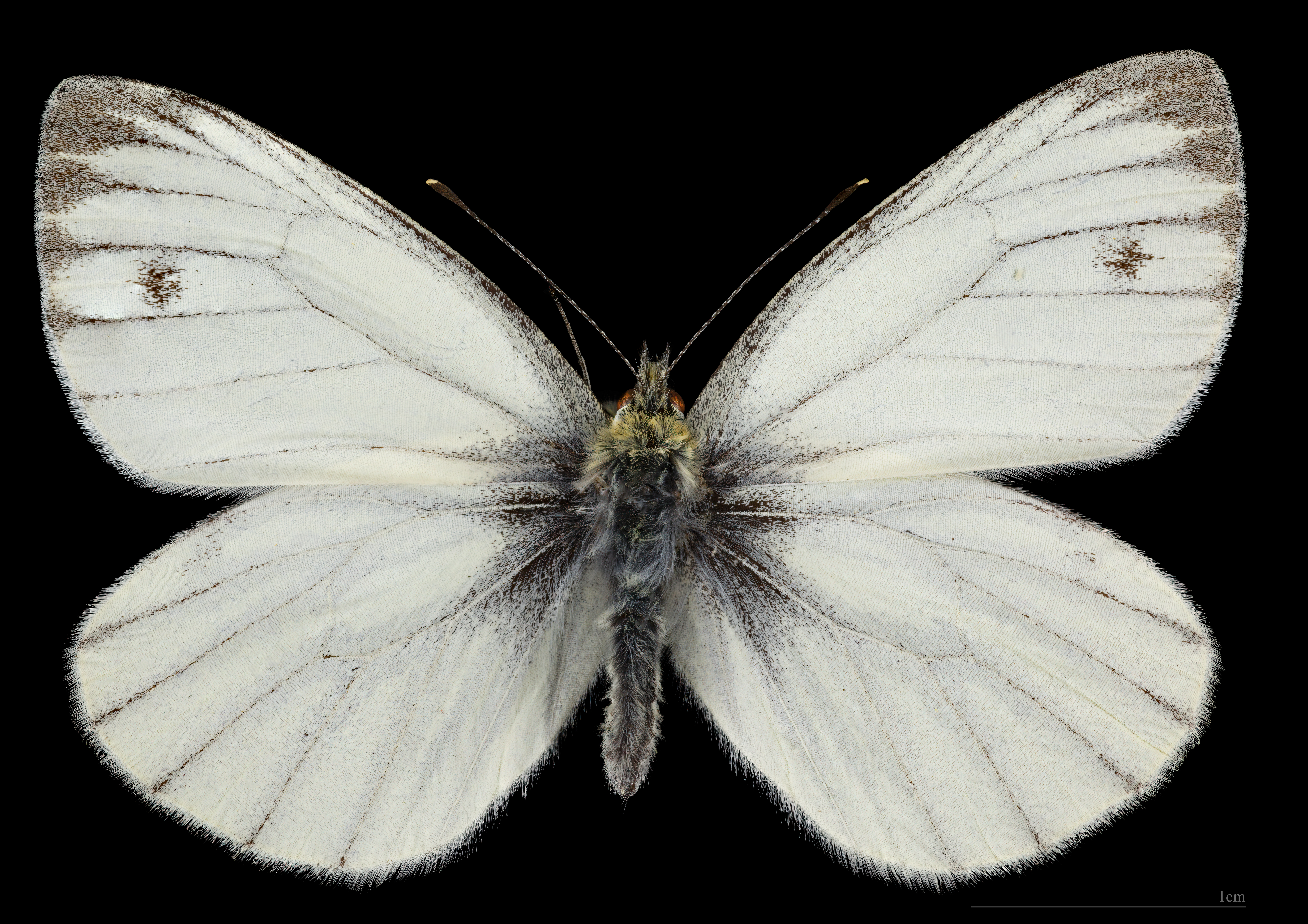
Pieris napi ♂
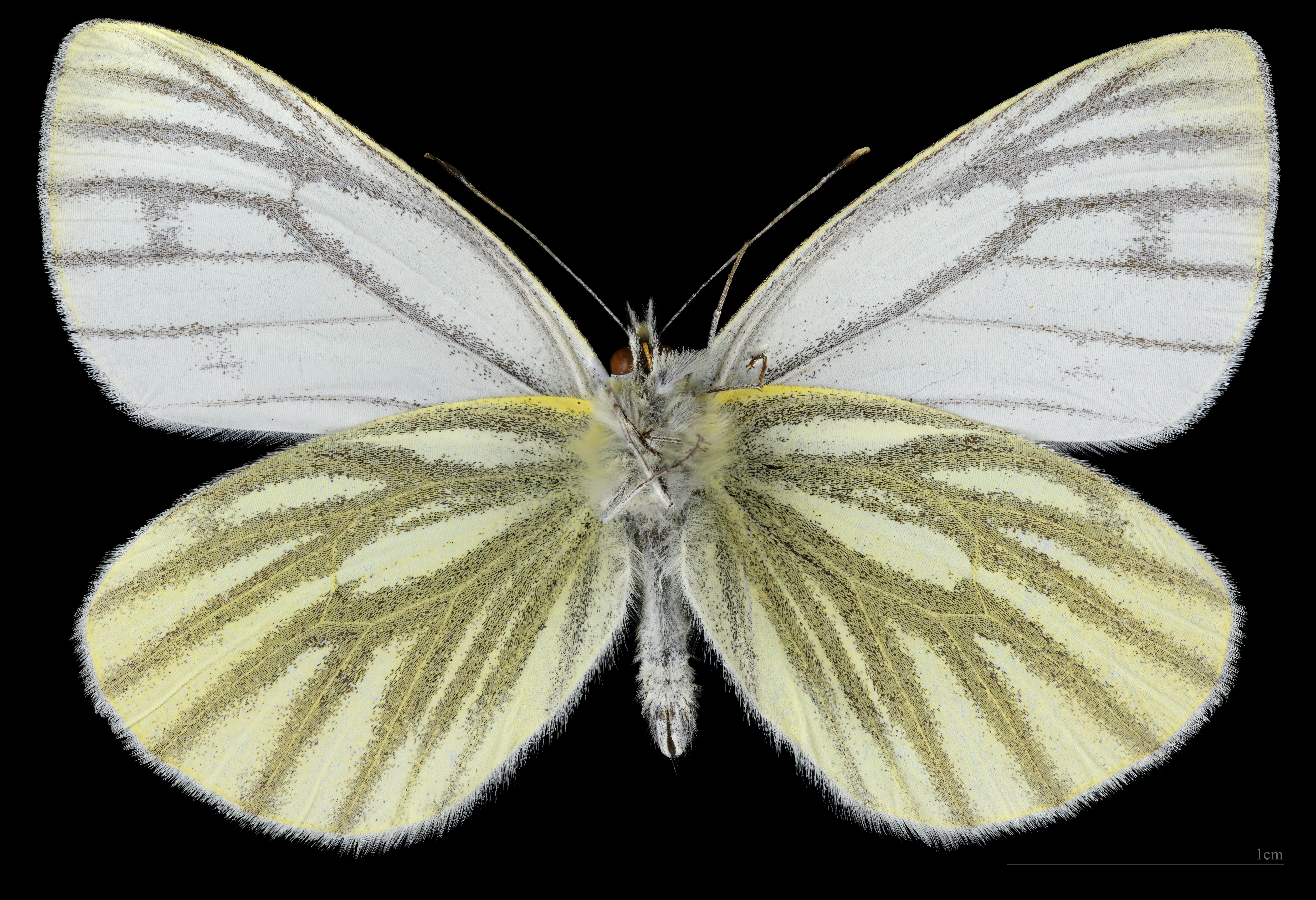
Pieris napi  ♂  △
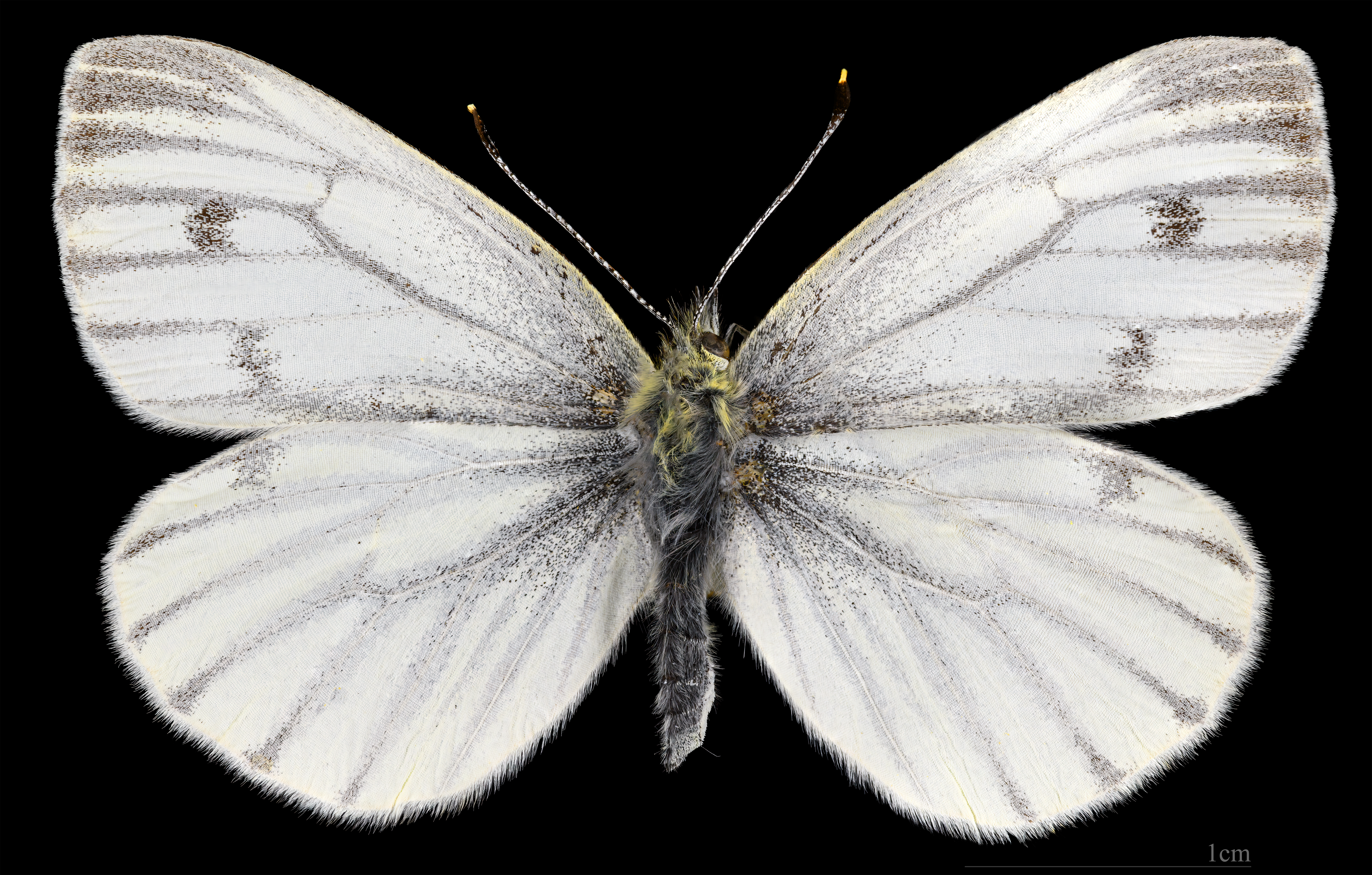
Pieris napi  ♀
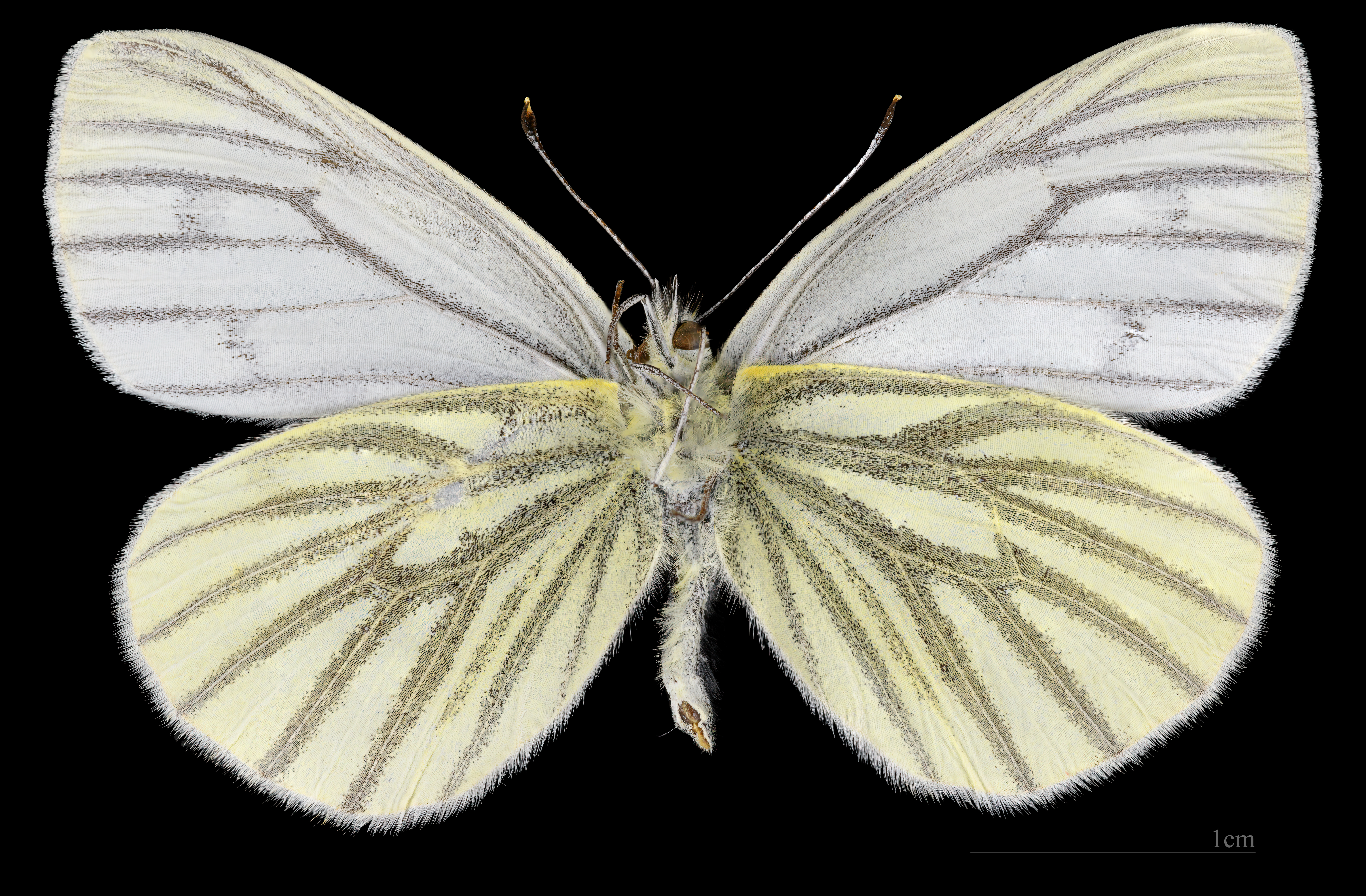
Pieris napi  ♀ △

Larven har korta hår och är grön med gula ringar. Puppan är antingen helt grön eller gulvit och täckt av svarta fläckar.

## Utbredning
Vanligt förekommande i hela Norden samt i alla tempererade regioner i Europa, Asien och Nordamerika.